# Палладийванадий
Палладийванадий — бинарное неорганическое соединение
палладия и ванадия
с формулой VPd,
кристаллы.

## Получение
- Сплавление стехиометрических количеств чистых веществ:

{\displaystyle {\mathsf {Pd+V\ {\xrightarrow {T}}\ VPd}}}

## Физические свойства
Палладийванадий образует кристаллы
кубической сингонии,
параметры ячейки a = 0,383 нм, Z = 2
.